# Chiesa di San Pietro Apostolo (Parma, Casalbaroncolo)
La chiesa di San Pietro Apostolo è un luogo di culto cattolico dalle forme brutaliste, situato in strada Casalbaroncolo 23 a Casalbaroncolo, frazione di Parma, in provincia e diocesi di Parma.

## Storia
Il luogo di culto originario fu costruito in epoca medievale; la più antica testimonianza della sua esistenza risale al 1230, quando la Capelle S. Petri de Casali Baronculo fu citata nel Capitulum seu Rotulus Decimarum della diocesi di Parma tra le cappelle dipendenti dalla pieve di Casaltone.
Entro il 1564 la chiesa fu elevata a sede parrocchiale autonoma.
Nei primi anni del XX secolo l'edificio fu interessato da lavori di restauro.
Il 15 luglio 1971 un forte terremoto interessò la zona, provocando profondi e irreparabili danni al tempio medievale, che fu successivamente abbattuto; due anni dopo furono avviate le opere di ricostruzione in forme brutaliste dell'edificio, su disegno del geometra Corrado Truffelli; il cantiere fu completato nel 1974.
Il 10 marzo 2023, su decisione del vescovo di Parma Enrico Solmi, la parrocchia di San Pietro fu soppressa e l'edificio fu venduto.

## Descrizione
La chiesa si sviluppa su una pianta romboidale, con ingresso a sud-ovest.
La facciata è costituita da due lati intonacati disposti ortogonalmente tra loro, con lo spigolo sopraelevato rispetto al terreno; orizzontalmente si allunga sulle due fronti un basso finestrone; dalla parete sud-ovest aggetta verso occidente un lungo corridoio a copertura piana, preceduto da un piccolo portico a protezione della breve scala d'ingresso. In corrispondenza dell'angolo sud si erge un esile campanile metallico, su cui sono collocate le antiche campane, tra cui una settecentesca.
All'interno l'aula romboidale, coperta da una serie di capriate metalliche, presenta una gradinata discendente verso il presbiterio, disposto a 45° rispetto alle pareti; l'ambiente, illuminato da una finestra orizzontale in sommità, accoglie l'altare maggiore a mensa del 1974.
La chiesa conserva dell'antico edificio due tele settecentesche, raffiguranti la Madonna col Bambino e i santi Pietro, Lorenzo, Francesco di Paola e Carlo Borromeo e la Madonna col Bambino e i santi Domenico, Giovanni Battista e Rocco.